# Venus van Brizet

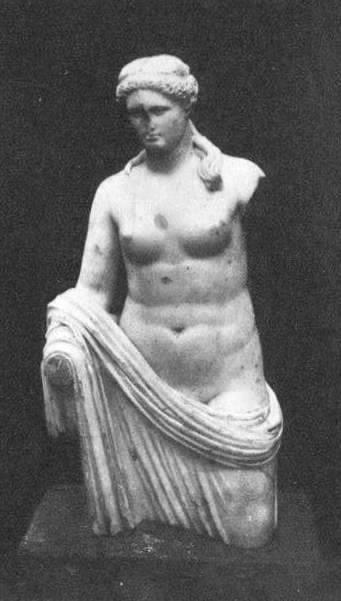
Venus van Brizet

De Venus van Brizet is een marmeren Venusbeeld dat in 1937 werd gevonden in een akker in de Franse gemeente Saint-Just-sur-Loire. Aanvankelijk werd het beeld door deskundigen gedateerd uit de Romeinse tijd en in mei 1938 volgde inschrijving als historisch monument (monument historique). Een half jaar later kwam echter aan het licht dat het venusbeeld niet uit de klassieke oudheid stamde, maar in 1936 was gemaakt door een jonge beeldhouwer die een hoax had bedacht om naamsbekendheid te krijgen.

## Geschiedenis

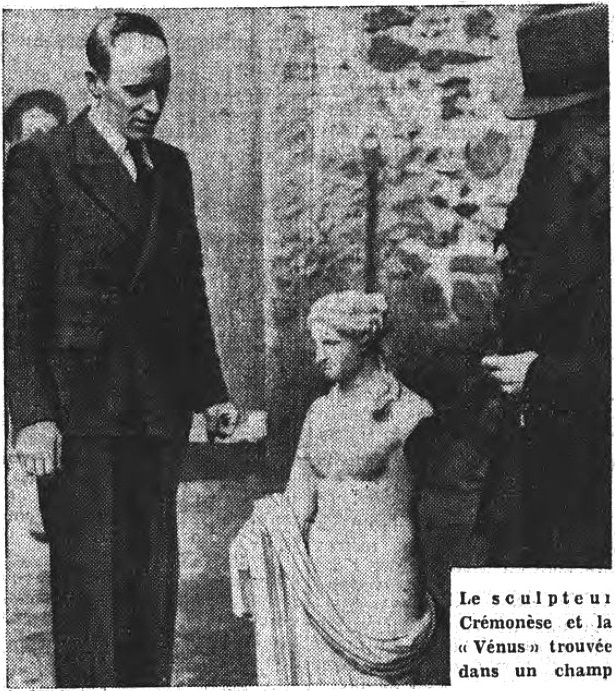
Crémonèse naast zijn beeld (half-december 1938).

Het beeld werd op 28 april 1937 ontdekt in een akker aan de voet van de "cret de Brizet", een heuvel iets ten oosten van het dorpje Etrat, in de toenmalige gemeente Saint-Just-sur-Loire. Tijdens het ploegen van zijn akker vond de boer Jean Gonon het marmeren beeld dat een halve meter onder de grond lag. Het ging om het standbeeld van een gedrapeerd vrouwelijk naakt, waarvan de neus, rechterhand, linkerarm en benen afgebroken waren. Het beeld was 86 cm hoog en woog 87 kilo.
Gonon waarschuwde de lokale amateurarcheoloog Jean Renaud, tevens lid van de historische vereniging "La Diana" in het nabij gelegen Montbrison. De voorzitter van deze vereniging, Noël Thiollier, was ook de regionale curator van historische monumenten. Op grond van foto's oordeelden deskundigen als Adrien Blanchet, lid van de Académie des Inscriptions et Belles-Lettres, en Alexander Philadelpheus, directeur van het Nationaal Archeologisch Museum van Athene, dat het beeld gedateerd kon worden rond het eind van de 2e eeuw en men dacht dat het ging om een Romeinse kopie van een Griekse Aphrodite.
Thiollier, de voorzitter van de historische vereniging, informeerde vervolgens het tijdschrift L'illustration, dat op 19 juni 1937 melding maakte van de ontdekking en de Griekse beeldhouwer Phidias als mogelijke auteur van het werk noemde. Nadat het bericht was overgenomen door verschillende andere kranten en tijdschriften, kreeg de ontdekking al snel nationale bekendheid. Binnen een jaar volgde opname in het bestand van Franse historische monumenten.  Het beeld werd "Vénus de Brizet" genoemd, verwijzend naar de naam van de heuvel waar het was ontdekt. De Franse pers noemde het "Vénus aux navets", refererend aan het knollenveld waar het was aangetroffen. 
In november 1938 onthulde een journalist van het tijdschrift Reflets dat het beeld niet uit de klassieke oudheid stamde, maar het werk was van Francesco Crémonèse (1907-2002), een in Saint-Étienne woonachtige jonge kunstenaar van Italiaanse afkomst. Hij had het beeld vervaardigd uit Toscaans marmer, naar de beeltenis van Anna Studnicka, een jonge Poolse vrouw die hij kende. Om aan te tonen dat zijn werk niet onderdeed voor dat van beeldhouwers uit de klassieke oudheid, begroef hij het op 9 oktober 1936 in een akker, nadat hij eerst de neus en  een deel van de ledematen had afgebroken, in de hoop dat het na ontdekking veel publiciteit zou genereren.
Als bewijs dat hij de maker was, toonde Crémonèse in december 1938 de ontbrekende delen van het beeld (neus en ledematen) aan Thiollier en André Meley, de curator van het museum van Saint-Étienne.
Op 21 oktober 1939 werd de Venus van Brizet verwijderd uit de lijst van historische monumenten. Crémonèse eiste het beeld op, maar Gonon weigerde het af te staan. Er kwam een rechterlijke uitspraak aan te pas die op 26 mei 1939 Gonon, op wiens land het beeld was aangetroffen, als rechtmatige eigenaar aanwees.
In 1954 werd het venusbeeld in Parijs tentoongesteld op een expositie van kunstvervalsingen. Waar het beeld zich tegenwoordig bevindt is niet bekend.